# Alex Matos
Alexandre Matos, né le 3 octobre 2004 à Bedford en Angleterre, est un footballeur britannique qui joue au poste de milieu de terrain au Chelsea FC.

## Biographie

### Carrière en club
Matos naît à Bedford et commence sa carrière avec le club local des Kempston Colts. Il rejoint Luton Town pour y jouer en catégorie moins de 9 ans avant d’intégrer Norwich City en 2016, où il signe son premier contrat professionnel en 2021. Polyvalent, il peut évoluer au poste de milieu offensif, d’ailier ou d’avant-centre. Lors de la saison 2022-2023, il s’impose comme titulaire avec les moins de 18 ans de Norwich, et découvre également l’équipe des moins de 21 ans avec qui il inscrit trois buts en Premier League 2.
Le 1er juillet 2023, Matos s’engage avec Chelsea, club de Premier League. Le 2 octobre 2023, à la veille de ses 19 ans, il dispute son premier match de Premier League face à Fulham. Il entre en jeu dans les arrêts de jeu en remplaçant Enzo Fernández, lors d’une victoire 2-0 à Craven Cottage.
Le 4 janvier 2024, il rejoint en prêt Huddersfield Town, club de Championship, jusqu’à la fin de la saison. Il y marque son premier but lors d’une défaite 5-3 face à Southampton le 10 février 2024. Au total, il dispute 19 matchs de championnat avec les Terriers, qui sont relégués en League One après une 23e place,.
Le 10 janvier 2025, il est de nouveau prêté en Championship, cette fois à Oxford United, jusqu’à la fin de la saison.

### En sélections nationales
D'origine ghanéenne et né en Angleterre, Matos est éligible pour représenter les deux sélections.
Le 7 juin 2024, il fait ses débuts en équipe d'Angleterre des moins de 20 ans, à l'occasion d'une victoire deux buts à un contre la Suède.

## Statistiques

### En club
| Saison                | Club                     | Championnat           | Championnat | Championnat | Championnat | Coupe nationale | Coupe nationale | Coupe nationale | Coupe de la Ligue | Coupe de la Ligue | Coupe de la Ligue | Total | Total | Total |
| Saison                | Club                     | Division              | M.          | B.          | P.d.        | M.              | B.              | P.d.            | M.                | B.                | P.d.              | M.    | B.    | P.d.  |
| 2023-2024             | Chelsea FC               | Premier League        | 1           | 0           | 0           | -               | -               | -               | 1                 | 0                 | 0                 | 2     | 0     | 0     |
| 2023-2024             | Huddersfield Town (prêt) | Championship          | 19          | 1           | 0           | 1               | 0               | 0               | -                 | -                 | -                 | 20    | 1     | 0     |
| 2024-2025             | Oxford United (prêt)     | Championship          | 20          | 0           | 0           | 1               | 0               | 0               | -                 | -                 | -                 | 21    | 0     | 0     |
| Total sur la carrière | Total sur la carrière    | Total sur la carrière | 40          | 1           | 0           | 2               | 0               | 0               | 1                 | 0                 | 0                 | 43    | 1     | 0     |